# フランソワ・ステイン
フランソワ・ステイン(François Steyn、1987年5月14日 - )は、南アフリカ共和国のラグビーユニオン選手。ポジションは主にスタンドオフ、フルバック。長い距離の出るキック力だけでなく、力強いタックルにも定評がある。

## 経歴
スーパーラグビーではシャークスでプレーし、2007年のワールドカップで南アフリカ代表の優勝に貢献した。
2009年、フランストップ14のラシン・メトロ92に移籍した。
2012年、3年契約で古巣シャークスに復帰した。
2014年から2シーズンは日本のトップリーグでもプレーし、東芝ブレイブルーパスに所属した。
2016年からフランスのモンペリエ・エロー・ラグビーに移籍。
2017年6月以降は暫く南アフリカ代表からは遠ざかっていたが、第9回ワールドカップの開催年の2019年南半球４カ国対抗で代表復帰。ワールドカップの同国代表にも選出され主にリザーブで起用され南アフリカ代表3回目のワールドカップ優勝に貢献。世界で21人目のワールドカップ複数回優勝経験者となった。（南アフリカ代表ではTemplate:Os du Randtに次いで2人目）
2020年、チーターズに移籍。